# Семёновский сельский округ (Ступинский район)
Семёновский сельский округ — упразднённая административно-территориальная единица, существовавшая на территории Ступинского района Московской области в 1994—2006 годах.
Семёновский сельсовет был образован в первые годы советской власти. По данным 1921 года он входил в состав Семёновской волости Серпуховского уезда Московской губернии.
В 1924 году к Семёновскому с/с были присоединены Авдотьинский и Теняковский с/с.
В 1926 году из Семёновского с/с был выделен Теняковский с/с.
В 1926 году Семёновский с/с включал село Семёновское, больницу, 2 лесных сторожки и учебные мастерские.
В 1929 году Семёновский с/с был отнесён к Михневскому району Серпуховского округа Московской области. При этом к нему были присоединены Дубеченский, Малицкий и Теняковский с/с.
17 июля 1939 года к Семёновскому с/с был присоединён Мышенский с/с (селения Бекетово, Колычево и Мышенское).
15 апреля 1959 года к Семёновскому с/с был присоединён Хатунский с/с.
3 июня 1959 года Михневский район был упразднён и Семёновский с/с вошёл в новообразованный Ступинский район.
26 декабря 1959 года из Семёновского с/с в Лапинский с/с (при этом переименованный в Хатунский) были переданы селения Грызлово, Кубасово, Прудно, Съяново и Хатунь.
20 августа 1960 года Семёновский с/с был упразднён, а его территория передана в Ивановский с/с.
4 апреля 1973 года Семёновский с/с был восстановлен путём выделения из Ивановского с/с. В его состав вошли селения Авдотьино, Ананьино, Бекетово, Горки, Гридюкино, Дубечино, Колычево, Мышенское-1, Мышенское-2, Ольгино, Полушкино, Семёновское, Сумароково, Теняково, Чирково, Щелково и территория дома отдыха «Лопасня».
31 марта 1988 года из Семёновского с/с в Баранцевский с/с Чеховского района был передан посёлок дома отдыха «Лопасня».
3 февраля 1994 года Семёновский с/с был преобразован в Семёновский сельский округ.
19 мая 2001 года в Семёновском с/о деревня Мышенское-2 была присоединена к селу Мышенское.
В ходе муниципальной реформы 2004—2005 годов Семёновский сельский округ прекратил своё существование как муниципальная единица. При этом все его населённые пункты были переданы в сельское поселение Семёновское.
29 ноября 2006 года Семёновский сельский округ исключён из учётных данных административно-территориальных и территориальных единиц Московской области.